# Paurocephala conchaiensis
Paurocephala conchaiensis är en insektsart som beskrevs av Boselli 1929. Paurocephala conchaiensis ingår i släktet Paurocephala och familjen rundbladloppor. Inga underarter finns listade i Catalogue of Life.